# Hampton Hawes
Hampton Hawes (Los Ángeles, 13 de noviembre de 1928- 22 de mayo de 1977) fue un pianista y compositor estadounidense de jazz.

## Historial
Toca, y graba, con Dexter Gordon y Wardell Gray en 1947, y después lo hará con Charlie Parker, Red Norvo y Shorty Rogers. En 1952 forma un cuarteto con Art Pepper y, en 1954, con el contabajista Red Mitchell. En 1957, graba con Charles Mingus. Detenido por posesión y consumo de heroína, es encarcelado en 1959, y permanece en prisión hasta 1963, en que es indultado.
En los años 60, toca con Jon Hendricks, con Jackie McLean, con el saxofonista tenor Harold Land, nuevamente con Red Mitchell, y con el también contrabajista Jimmy Garrison. En los 70, gira frecuentemente por Europa, con su propio trío, y graba con la cantautora Joan Báez y con Charlie Haden (1976), poco antes de morir.
De formación musical autodidacta, poseía una mano izquierda sobredesarrollada, con conceptos extraídos del blues y el gospel. Fue uno de los pianistas preferidos por los músicos de la West Coast californiana.